# Elliston, South Australia
Elliston är en ort i Australien. Den ligger i kommunen Elliston och delstaten South Australia, omkring 370 kilometer nordväst om delstatshuvudstaden Adelaide. Antalet invånare är 378.
Trakten runt Elliston är nära nog obefolkad, med mindre än två invånare per kvadratkilometer.. Elliston är det största samhället i trakten. 
Trakten runt Elliston består till största delen av jordbruksmark. Genomsnittlig årsnederbörd är 478 millimeter. Den regnigaste månaden är juni, med i genomsnitt 102 mm nederbörd, och den torraste är oktober, med 11 mm nederbörd.